# Nazarena Romero
Nazarena "Capricho" Romero (nacida el 23 de mayo de 1994) es una boxeadora profesional argentina quien mantiene el título superpluma femenino WBA desde 2020. 
Romero hizo su debut profesional el 20 de enero de 2018, con una victoria por decisión unánime ante Paola Farfan en Catamarca, Argentina.
Luego de completar un récord de 6-0 (3 KOs), desplazó a Marianela Ramírez por decisión unánime el 12 de abril de 2019, logrando el título femenino sudamericano en el polideportivo Fray Mamerto Esquiú en Catamarca.
Tres combates después se enfrentó con Laura Griffa por el título sudamericano el 28 de diciembre de 2019 en el Club Independiente de Zarate. Del cual emergió victoriosa del título que había permanecido vacante.

## Trayectoria Profesional
| No. | Resultado | Récord | Oponente                  | Type | Asalto, tiempo | Fecha       | Locación                                                           | Notas                                                              |
| --- | --------- | ------ | ------------------------- | ---- | -------------- | ----------- | ------------------------------------------------------------------ | ------------------------------------------------------------------ |
| 11  | Victoria  | 11–0   | Julieta Cardoza           | TKO  | 2 (10), 1:38   | 5 Dic 2020  | Club de Ajedrez, La Calera, Argentina                              | Won vacant WBA interim female super bantamweight title             |
| 10  | Victoria  | 10–0   | Laura Soledad Griffa      | UD   | 10             | 28 Dic 2019 | Club Independiente, Zárate, Argentina                              | Won vacant FAB and South American female super bantamweight titles |
| 9   | Victoria  | 9–0    | Rosa María Caraballo      | UD   | 6              | 11 Oct 2019 | Polideportivo Fray Mamerto Esquiú, Catamarca, Argentina            |                                                                    |
| 8   | Victoria  | 8–0    | Valeria Jesica Almirón    | TKO  | 1 (6)          | 28 Jun 2019 | Club Unión Sportiva, Recreo, Argentina                             |                                                                    |
| 7   | Victoria  | 7–0    | Marinela Soledad Ramírez  | UD   | 10             | 12 Abr 2019 | Polideportivo Fray Mamerto Esquiú, Catamarca, Argentina            | Won vacant South American female bantamweight title                |
| 6   | Victoria  | 6–0    | Rosa María Caraballo      | UD   | 6              | 29 Mar 2019 | Polideportivo Universidad Tecnológica Nacional, Córdoba, Argentina |                                                                    |
| 5   | Victoria  | 5–0    | Elizabeth Britos          | TKO  | 4 (6)          | 19 Oct 2018 | Club Unión Sportiva, Recreo, Argentina                             |                                                                    |
| 4   | Victoria  | 4–0    | Eliana Yamila Cuello      | TKO  | 2 (6)          | 14 Sep 2018 | Club Unión Social y Deportivo, Cruz Alta, Argentina                |                                                                    |
| 3   | Victoria  | 3–0    | Marianela Soledad Ramírez | UD   | 6              | 3 Ago 2018  | Centro Vecinal Barrio Yofre, Córdoba, Argentina                    |                                                                    |
| 2   | Victoria  | 2–0    | Elizabeth Britos          | TKO  | 1 (4)          | 22 Jun 2018 | Sociedad General Belgrano, Córdoba, Argentina                      |                                                                    |
| 1   | Victoria  | 1–0    | Paola Farfan              | UD   | 4              | 20 Ene 2018 | Polideportivo Fray Mamerto Esquiú, Catamarca, Argentina            |                                                                    |